# Sericoides olivacea
Sericoides olivacea är en skalbaggsart som beskrevs av Germain 1863. Sericoides olivacea ingår i släktet Sericoides och familjen Melolonthidae. Inga underarter finns listade i Catalogue of Life.